# Yves Montand Niyongabo
Yves Montand Niyongabo (1988) è un regista ruandese.

## Biografia
Niyongabo nasce in Burundi dove trascorre l'infanzia. Dopo essersi trasferito in Ruanda nel 1995, dopo i massacri della guerra civile del 1994, studia arte e letteratura e inizia anche studi di giurisprudenza, che poi abbandona.
Nel 2006 partecipa a un workshop di Lee Isaac Chung, regista di Munyurangabo, e lavora come coordinatore di produzione per il film, che viene selezionato ai Festival di Cannes, Toronto e Milano. Il suo cortometraggio Maibobo viene presentato ai festival di Göteborg e Rotterdam nel quadro del progetto Where Is Africa?.

## Filmografia
- Rwanda we! - cortometraggio (2008)
- Maibobo - cortometraggio (2010)
- Depuis l'autre cosmos - documentario (2011)
- Sydämeni taakka, coregia con Iris Olsson - documentario (2011)
- Out of Status - cortometraggio (2012)